# 高等教育国際合作基金会
財団法人高等教育国際合作基金会（こうとうきょういくこくさいがっさくききんかい、略称：FICHET）は、台湾の教育部及び百数か所の大学の共同寄付によって2005年11月に設立され、2006年1月から運営されている公設財団法人である。現在に至るまで既に119ヶ所以上の寄贈校を有する。基金会は国立大学校院協会、国立科技大学校院協進会、私立大学校院協進会、私立科技大学校院協進会の台湾における四大主要高等教育組織を基礎として、台湾高等教育分野の国際的な競争力を促進し、国際社会における影響力を拡大できることを目的として活動を行っている。

## 沿革
- 2005年11月　財団法人設立。淡江大学学長張家宜が初代理事長に就任。
- 2006年1月　運営開始。
- 2006年7月　国立台湾大学学長李嗣涔が第二任理事長に就任。
- 2009年7月　淡江大学学長張家宜が第三任理事長に就任。
- 2012年7月　淡江大学学長張家宜が第四任理事長に再任。
- 2015年7月　国立成功大学学長蘇慧貞が第五任理事長に就任。
- 2018年7月　国立成功大学学長蘇慧貞が第六任理事長に再任。
- 2021年7月　国立成功大学学長蘇慧貞が第七任理事長に再任。
- 2023年2月　国立台湾師範大学学長呉正己が第七任理事長に就任。
- 2025年7月　国立政治大学学長李蔡彦が第八任理事長に就任。

## 主な事業
- 国内の大学が国際交流や協力を発展させることの支援。
- 高等教育に関する国際セミナーや専門家会議の開催。
- 海外の「台湾教育センター」の事業と展開に関する支援と評価。
- 海外の教育フェアや国際教育交流団体の年次大会(NAFSA、EAIE、APAIE、その他)を出展することの取りまとめ。[3][4][5]
- 台湾における高等教育に関する情報を提供するウェブとソーシャルメディアの運営。
- 高等教育に関する国際協力と交流の促進。